# Шишков, Александр Валерьевич
Алекса́ндр Вале́рьевич Шишко́в (укр. Олександр Валерійович Шишков; 19 мая 1980, Сергеевка, Одесская область — 1 июля 2022, Сергеевка, Одесская область) — украинский игрок в пляжный футбол, футбольный тренер и функционер.

## Биография
Родился 19 мая 1980 года в посёлке Сергеевка Одесской области. В юности занимался в футболом, однако на профессиональном уровне не играл.
В чемпионате Украины по пляжному футболу выступал за одесские клубы «Победа» и «Глория». В 2005 году, в составе сборной Украины, участвовал в чемпионате мира по пляжному футболу в Рио-де-Жанейро, где отыграл 1 матч (четвертьфинальный поединок против Португалии).
Окончил Одесский национальный университет им. Мечникова и Национальный университет физического воспитания и спорта Украины. Завершив выступления, в 2010 создал в Одессе детско-юношеский футбольный клуб «Атлетик», причём для покупки искусственного газона для школы продал собственную квартиру. Являясь президентом клуба, одновременно работал в нём тренером. Также трудился на различных должностях в Одесской областной ассоциации футбола и занимал должность президента Ассоциации пляжного футбола Одессы.
Погиб 1 июля 2022 года в результате российского ракетного удара по базе отдыха в Сергеевке. Похоронен в Одессе на Таировском кладбище.